# Élections régionales de 1970 en Hesse
Les élections régionales de 1970 en Hesse (en allemand : Landtagswahl in Hessen 1970) se tiennent le 8 novembre 1970, afin d'élire les 110 députés de la 7e législature du Landtag, pour un mandat de quatre ans.
Le scrutin est marqué par la victoire du SPD, au pouvoir depuis 1946, du ministre-président Albert Osswald, qui perd sa majorité absolue acquise en 1962. Osswald se maintient au pouvoir en formant une « coalition sociale-libérale » avec le FDP.

## Contexte
Aux élections régionales du 6 novembre 1966, le SPD du ministre-président Georg August Zinn, en fonction depuis 1950, confirme sa majorité absolue acquise en 1962 avec 51 % des voix, ce qui lui donne 52 députés sur les 96 que compte alors le Landtag.
La CDU de Wilhelm Fay reste la deuxième force politique du Land mais avec seulement 26,4 % des suffrages, soit 26 élus. Elle est suivie du FDP de Heinrich Rodemer, qui franchit le seuil des 10 % en rassemblant 10,4 % des voix, ce qui lui donne dix sièges. Le NPD arrive en quatrième position avec 7,9 % des exprimés, faisait élire huit parlementaires.
En 1967, Fay renonce à présider la CDU régionale au profit du bourgmestre de Fulda Alfred Dregger. Zinn, au pouvoir depuis plus de 18 ans, démissionne en 1969 et cède le pouvoir au ministre des Finances Albert Osswald.
Un référendum est organisé le 8 mars 1970, par lequel les citoyens de Hesse acceptent l'augmentation de la taille du Landtag à 110 sièges, l'abaissement du droit de vote à 18 ans et du droit d'éligibilité à 21 ans.

## Mode de scrutin
Le Landtag est constitué de 110 députés (en allemand : Mitglied des Landtags, MdL), élus pour une législature de quatre ans au suffrage universel direct et suivant le scrutin proportionnel d'Hondt.
Chaque électeur dispose d'une voix, qui compte double : elle lui permet de voter pour un candidat de sa circonscription, selon les modalités du scrutin uninominal majoritaire à un tour, le Land comptant un total de 55 circonscriptions ; elle est alors automatiquement attribuée au parti politique dont ce candidat est le représentant.
Lors du dépouillement, l'intégralité des 110 sièges est répartie en fonction des voix attribuées aux partis, à condition qu'un parti ait remporté 5 % des voix au niveau du Land. Si un parti a remporté des mandats au scrutin uninominal, ses sièges sont d'abord pourvus par ceux-ci.
Dans le cas où un parti obtient plus de mandats au scrutin uninominal que la proportionnelle ne lui en attribue, la taille du Landtag est augmentée jusqu'à rétablir la proportionnalité.

## Campagne

### Principaux partis
| Parti | Parti                                                                              | Chef de file                          | Résultat en 1966           |
| ----- | ---------------------------------------------------------------------------------- | ------------------------------------- | -------------------------- |
|       | Parti social-démocrate d'Allemagne Sozialdemokratische Partei Deutschlands         | Albert Osswald (Ministre-président)   | 51,0 % des voix 52 députés |
|       | Union chrétienne-démocrate d'Allemagne Christlich Demokratische Union Deutschlands | Alfred Dregger (Bourgmestre de Fulda) | 26,4 % des voix 26 députés |
|       | Parti libéral-démocrate Freie Demokratische Partei                                 | Heinz-Herbert Karry                   | 10,4 % des voix 10 députés |
|       | Parti national-démocrate d'Allemagne Nationaldemokratische Partei Deutschlands     | Heinrich Fassbender                   | 7,9 % des voix 8 députés   |

## Résultats

### Voix et sièges
| Parti                             | Parti                                        | Voix      | Voix  | Sièges | Sièges        | Sièges | Sièges | Sièges        |
| Parti                             | Parti                                        | Votes     | %     | MU1    | +/-           | Liste  | Total  | +/-           |
| --------------------------------- | -------------------------------------------- | --------- | ----- | ------ | ------------- | ------ | ------ | ------------- |
|                                   | Parti social-démocrate d'Allemagne (SPD)     | 1 442 201 | 45,90 | 38     | 6             | 15     | 53     | 1             |
|                                   | Union chrétienne-démocrate d'Allemagne (CDU) | 1 248 453 | 39,74 | 17     | 13            | 29     | 46     | 20            |
|                                   | Parti libéral-démocrate (FDP)                | 316 270   | 10,07 | 0      | en stagnation | 11     | 11     | 1             |
|                                   | Parti national-démocrate d'Allemagne (NPD)   | 94 531    | 3,01  | 0      | en stagnation | 0      | 0      | 8             |
|                                   | Parti communiste allemand (DKP)              | 36 712    | 1,17  | 0      | Nv.           | 0      | 0      | Nv.           |
|                                   | Autres                                       | 3 649     | 0,12  | 0      | en stagnation | 0      | 0      | en stagnation |
|                                   |                                              |           |       |        |               |        |        |               |
| Votes valides                     | Votes valides                                | 3 141 816 | 99,07 |        |               |        |        |               |
| Votes blancs et nuls              | Votes blancs et nuls                         | 29 411    | 0,93  |        |               |        |        |               |
| Total                             | Total                                        | 3 171 227 | 100   | 55     | 7             | 55     | 110    | 14            |
| Abstentions                       | Abstentions                                  | 657 474   | 17,17 |        |               |        |        |               |
| Nombre d'inscrits / participation | Nombre d'inscrits / participation            | 3 828 701 | 82,83 |        |               |        |        |               |